# Kono Machi
Singles de Chisato Moritaka
Ame
(1990) Hachigatsu no Koi
(1991)
 Kono Machi  (この街) est une chanson écrite et interprétée par Chisato Moritaka enregistrée en 1990, remixée pour sortir en single en 1991, puis reprise par Cute en 2013. Hajime Chitose sort une chanson homonyme en single en 2002.

## Single de Chisato Moritaka
Benkyō no Uta / Kono Machi (Home Mix) (勉強の歌/この街 (HOME MIX)) est le 12e single de Chisato Moritaka, sorti le 10 février 1991 sur le label Warner Pioneer. Il atteint la 4e place du classement des ventes de l'Oricon. C'est un single "double face A", contenant deux chansons : une inédite, Benkyō no Uta, et une version remixée de la chanson Kono Machi de son album Kokon Tozai sorti quatre mois auparavant. Les deux chansons figureront sur sa compilation The Moritaka qui sort en juillet suivant.

## Single de Cute
Singles de °C-ute
Aitai Aitai Aitai na
(2012) Crazy Kanzen na Otona
(2013)
 Kono Machi  (この街) est le 20e single "major" (et 26e single au total) du groupe de J-pop Cute, sorti en 2013.

### Présentation
Le single, produit par Tsunku, sort le 6 février 2013 au Japon sur le label zetima. Il atteint la 4e place du classement des ventes de l'Oricon. Sortent aussi quatre éditions limitées du single, notées "A", "B", "C", et "D", avec des pochettes différentes, des chansons en "faces B" différentes, et pour deux d'entre elles (A et C) un DVD différent en supplément. Contrairement aux singles précédents, celui-ci ne sort pas également en version "single V" (DVD contenant le clip vidéo), mais un DVD spécial (dit Event V) sera vendu lors de représentations du groupe.
La chanson-titre est une reprise du titre homonyme de Chisato Moritaka paru sur son album Kokon Tozai de 1990 ; la version de cute figurera sur son album 8 Queen of J-Pop qui sortira sept mois plus tard. Une version remixée figure en "face B" de l'édition régulière ; les chansons en "face B" des éditions limitées sont aussi des reprises d'autres titres sortis en single par cette chanteuse.

### Formation
Membres du groupe créditées sur le single :
- Maimi Yajima
- Saki Nakajima
- Airi Suzuki
- Chisato Okai
- Mai Hagiwara

### Liste des titres
CD de l'édition régulière
1. Kono Machi  (この街?)
2. Kono Machi (Dance Groove Ver.) (この街...?)
3. Kono Machi (instrumental) (この街...?)

CD des éditions limitées A et B
1. Kono Machi  (この街?)
2. Ame  (雨?)
3. Kono Machi (instrumental) (この街...?)

DVD de l'édition limitée "A"
1. Kono Machi (Another Edition) (この街...?)
2. Kono Machi (Close-up Ver.) (この街...?)

CD des éditions limitées C et D
1. Kono Machi  (この街?)
2. Hae Otoko  (ハエ男?)
3. Kono Machi (instrumental) (この街...?)

DVD de l'édition limitée "C"
1. Kono Machi (Another Edition) (この街...?)
2. Kono Machi (5shot Ver.) (この街...?)

DVD Event V
1. Kono Machi (Yajima Maimi Live Solo Ver.) (この街...?)
2. Kono Machi (Nakajima Saki Live Solo Ver.) (この街...?)
3. Kono Machi (Suzuki Airi Live Solo Ver.) (この街...?)
4. Kono Machi (Okai Chisato Live Solo Ver.) ) (この街...?)
5. Kono Machi (Hagiwara Mai Live Solo Ver.) (この街...?)